# Diadelia albosetosa
Diadelia albosetosa är en skalbaggsart som beskrevs av Stefan von Breuning 1953. Diadelia albosetosa ingår i släktet Diadelia och familjen långhorningar. Inga underarter finns listade i Catalogue of Life.